# Buk – akustycznie
Buk -  Akustycznie – drugi album studyjny thrash metalowego zespołu Kat & Roman Kostrzewski wydany 8 września 2014 roku przez wytwórnię Mystic Production.

## Lista utworów
1. „Czas zemsty” – 6:10
2. „Śpisz jak kamień” – 4:29
3. „Łza dla cieniów minionych” – 5:12
4. „Odi Profanum Vulgus” – 5:19
5. „Spojrzenie” – 2:11
6. „Diabelski dom cz. I” – 5:10
7. „Głos z ciemności” – 5:55
8. „Robak” – 4:31
9. „Szkarłatny wir” – 6:56
10. „Wolni od klęczenia” – 3:49
11. „Łoże wspólne lecz przytulne” – 5:00
12. „Trzeba zasnąć” – 5:33

## Twórcy
| Kat & Roman Kostrzewski w składzie - Roman Kostrzewski – wokal - Piotr Radecki – gitara - Krzysztof „Pistolet” Pistelok – gitara - Michał Laksa – gitara basowa | Gościnnie - Piotr „Pienał” Pęczek – perkusja |